# Shruti Haasan
Shruti Haasan (Chennai, 28 de gener de 1986) és una cantant i actriu de cinema índia que treballa en pel·lícules en llengües telugu, hindi i tàmil. És filla dels actors Kamal Haasan i Sarika Thakur. Ha rebut diversos Filmfare Awards South i s'ha consolidat com una de les actrius més destacades del cinema del Sud de l'Índia.

## Trajectòria
Quan era encara una artista infantil, Haasan va cantar en pel·lícules i va aparèixer en la pel·lícula Hey Ram (2000), dirigida pel seu pare i basada en un intent d'assassinat contra Mahatma Gandhi, abans de debutar professionalment com a actriu al film Luck de Bollywood el 2009.
Va obtenir el reconeixement del gran públic amb papers protagonistes a la comèdia romàntica Oh My Friend (2011), a la pel·lícula de fantasia Anaganaga O Dheerudu (2011) i a la pel·lícula d'acció i ciència-ficció 7aum Arivu (2011). Les seves interpretacions en aquests dos darrers films li van valer el Premi Filmfare al Millor debut femení. Haasan es va consolidar al cinema sud-indi amb pel·lícules d'èxit comercial com Gabbar Singh (2012), Vedalam (2015), Srimanthudu (2015) i Si3 (2017). Va guanyar el Premi Filmfare a la Millor actriu - Telugu per la comèdia d'acció Race Gurram (2014).
A més d'interpretar, Haasan també és una cantant reputada. Ha rebut nominacions al Premi Filmfare a la Millor cantant femenina - Tàmil per cantar «Kannazhaga Kaalazhaga» a 3 (2012) i «Yendi Yendi» a Puli (2015). Guanyà el Premi Filmfare a la Millor cantant - Telugu per «Junction Lo» a Aagadu (2014). Haasan va començar la seva carrera com a directora musical amb la producció del seu pare Unnaipol Oruvan (2009) i des de llavors ha format el seu propi grup de música.

## Discografia
| Any  | Film                        | Títol                             | Compositor          |
| ---- | --------------------------- | --------------------------------- | ------------------- |
| 1992 | Thevar Magan                | "Potri Paadadi Ponne"             | Ilaiyaraaja         |
| 1997 | Chachi 420                  | "Chupadi Chupadi Chaachi"         | Vishal Bhardwaj     |
| 2000 | Hey Ram                     | "Ram Ram Hey Ram"                 | Ilaiyaraaja         |
| 2002 | En Mana Vaanil              | "Roattorap Paattuch Chaththam"    | Ilaiyaraaja         |
| 2008 | Vaaranam Aayiram            | "Adiye Kolluthe"                  | Harris Jayaraj      |
| 2009 | Luck                        | "Aazma (Luck Is The Key)"         | Salim-Sulaiman      |
| 2009 | Unnaipol Oruvan             | "Allah Jaane"                     | Ella mateixa        |
| 2009 | Unnaipol Oruvan             | "Unnaipol Oruvan"                 | Ella mateixa        |
| 2009 | Unnaipol Oruvan             | "Vaanam Ellai"                    | Ella mateixa        |
| 2009 | Eenadu                      | "Allah Jaane"                     | Ella mateixa        |
| 2009 | Eenadu                      | "Eenadu"                          | Ella mateixa        |
| 2009 | Eenadu                      | "Ningi Haddu"                     | Ella mateixa        |
| 2010 | —                           | "Semmozhiyaana Thamizh Mozhiyaam" | A. R. Rahman        |
| 2010 | Prithvi (Kannada)           | "Nenapidu Nenapidu"               | Manikanth Kadri     |
| 2010 | Hisss                       | "Beyond The Snake"                | Dave Kushner        |
| 2011 | Udhayan                     | "Evan Ivan"                       | Manikanth Kadri     |
| 2011 | 7aum Arivu                  | "Yellae Lama"                     | Harris Jayaraj      |
| 2011 | Oh My Friend                | "Sri Chaitanya Junior College"    | R. Anil             |
| 2011 | Muppozhudhum Un Karpanaigal | "Sokkupodi"                       | G. V. Prakash Kumar |
| 2012 | 3                           | "Kannazhaga Kaalazhaga"           | Anirudh Ravichander |
| 2012 | 3 (Hindi)                   | "Tan Ye Mera"                     | Anirudh Ravichander |
| 2012 | 3 (Telugu)                  | "Kannulada"                       | Anirudh Ravichander |
| 2013 | D-Day                       | "Alvida"                          | Shankar Ehsaan Loy  |
| 2014 | Yennamo Yedho               | "Shut Up Your Mouth"              | D. Imman            |
| 2014 | Race Gurram                 | "Down Down"                       | S. Thaman           |
| 2014 |                             | "Cinema Choopistha"               | S. Thaman           |
| 2014 |                             | "Sweety Sweety"                   | S. Thaman           |
| 2014 | Aagadu                      | "Junction Lo"                     | S. Thaman           |
| 2014 | Maan Karate                 | "Un Vizhigalil"                   | Anirudh Ravichander |
| 2015 | Tevar                       | "Madamiyan"                       | Sajid-Wajid         |
| 2015 | Shamitabh                   | "Stereophonic Sannata"            | Ilaiyaraaja         |
| 2015 | Puli                        | "Yaendi Yaendi"                   | Devi Sri Prasad     |
| 2015 | Vedalam                     | ''Don't You Mess With Me"         | Anirudh Ravichander |
| 2016 | Idhu Namma Aalu             | "King Kong"                       | Kuralarasan         |
| 2019 | LKG                         | "Dappava Kizhichaan"              | Leon James          |
| 2019 | Khamoshi                    | "Khamoshi title track"            | Zeest               |
| 2019 | Kadaram Kondan              | "Kadaram Kondan"                  | Ghibran             |

## Filmografia
| Any  | Pel·lícula            | Personatge          | Llengua     | Notes                                                                                           |
| ---- | --------------------- | ------------------- | ----------- | ----------------------------------------------------------------------------------------------- |
| 1990 | Anjali                | Anu                 | Tàmil       |                                                                                                 |
| 2000 | Hey Ram               | Shruti Rajesh Patel | Tàmil Hindi | Cameo                                                                                           |
| 2009 | Luck                  | Ayesha Natasha      | Hindi       |                                                                                                 |
| 2011 | Anaganaga O Dheerudu  | Priya               | Telugu      | Filmfare Award for Best Female Debut - South                                                    |
| 2011 | Dil Toh Baccha Hai Ji | Nikki Narang        | Hindi       |                                                                                                 |
| 2011 | 7aum Arivu            | Subha Srinivasan    | Tàmil       | Filmfare Award for Best Female Debut – South Nominada—Filmfare Award for Best Actress – Tamil   |
| 2011 | Oh My Friend          | Siri Chandana       | Telugu      |                                                                                                 |
| 2012 | 3                     | Janani              | Tàmil       | Asiavision Movie Award for Excellence in Tamil Nominada—Filmfare Award for Best Actress – Tamil |
| 2012 | Gabbar Singh          | Bhagyalakshmi       | Telugu      |                                                                                                 |
| 2013 | Balupu                | Shruti              | Telugu      |                                                                                                 |
| 2013 | Ramaiya Vastavaiya    | Sona                | Hindi       |                                                                                                 |
| 2013 | D-Day                 | Suraiya             | Hindi       |                                                                                                 |
| 2013 | Ramayya Vasthavayya   | Amullu              | Telugu      |                                                                                                 |
| 2014 | Yevadu                | Manju               | Telugu      |                                                                                                 |
| 2014 | Race Gurram           |                     | Telugu      |                                                                                                 |
| 2014 | Welcome Back          | Pardarshi           | Hindi       |                                                                                                 |
| 2014 | Gabbar                | Devaki              | Hindi       | [ 9 ]                                                                                           |

## Premis i nominacions
| Any  | Pel·lícula           | Premi                 | Categoria                                      | Resultat  |
| ---- | -------------------- | --------------------- | ---------------------------------------------- | --------- |
| 2010 | Luck                 | Premis Stardust       | Kamla Pasand Nova cara emocionant              | Nominat   |
| 2010 | Unnaipol Oruvan      | Premis Edison         | Millor directors musical                       | Guanyador |
| 2012 | 7aum Arivu           | Premis Vijay          | Millor actriu debutant                         | Nominat   |
| 2012 | 7aum Arivu           | Filmfare Awards South | Millor actriu en tàmil                         | Nominat   |
| 2012 | 7aum Arivu           | Filmfare Awards South | Millor debut femení                            | Guanyador |
| 2012 | Anaganaga O Dheerudu | Filmfare Awards South | Millor debut femení                            | Guanyador |
| 2012 | Anaganaga O Dheerudu | Premis CineMAA        | Millor debut femení                            | Guanyador |
| 2013 | 3                    | Premis Asiavision     | Excel·lència en tàmil                          | Guanyador |
| 2013 | 3                    | Premis Edison         | Millor actriu                                  | Nominat   |
| 2013 | 3                    | Premis Vijay          | Millor actriu                                  | Nominat   |
| 2013 | 3                    | Premis Vijay          | Millor cantant femenina                        | Nominat   |
| 2013 | 3                    | Filmfare Awards South | Millor actriuen tàmil                          | Nominat   |
| 2013 | 3                    | Filmfare Awards South | Millor cantant femenina en tàmil               | Nominat   |
| 2013 | 3                    | SIIMA                 | Millor actriu en tàmil                         | Nominat   |
| 2013 | 3                    | SIIMA                 | Millor cantant femenina en tàmil               | Nominat   |
| 2013 | -                    | SIIMA                 | Actriu elegant del cinema sud-indi             | Guanyador |
| 2013 | -                    | SIIMA                 | Pride of South Indian Cinema                   | Guanyador |
| 2013 | Gabbar Singh         | Premis CineMAA        | Millor actriu en telugu                        | Guanyador |
| 2013 | Gabbar Singh         | Premis CineMAA        | Premi CineMAA a la millor actriu               | Nominat   |
| 2014 | Dia D                | Premis IIFA           | Millor actriu de repartiment                   | Nominat   |
| 2014 | Balupu               | SIIMA                 | Millor actriu en telugu                        | Nominat   |
| 2015 | Race Gurram          | Filmfare Awards South | Millor actriu entelugu                         | Guanyador |
| 2015 | Aagadu               | Filmfare Awards South | Millor cantant femenina en telugu              | Nominat   |
| 2015 | Puli                 | Filmfare Awards South | Millor cantant femenina en tàmil               | Nominat   |
| 2015 | Race Gurram          | SIIMA                 | Millor actriu en telugu                        | Guanyador |
| 2015 | Srimanthudu          | IIFA Utsavam          | Millor actuació femenina en un paper principal | Guanyador |
| 2016 | Srimanthudu          | SIIMA                 | Millor actriu en telugu                        | Guanyador |